# Mesorregión del Agreste Sergipano
La mesorregión del Agreste Sergipano es una de las tres  mesorregiones del estado  brasilero de Sergipe. Es formada por cuatro microrregiones.

## Microrregiones
- Microrregión del Agreste de Itabaiana
- Microrregión del Agreste de Lagarto
- Microrregión de Nossa Senhora das Dores
- Microrregión de Tobias Barreto

- Datos: Q2220883